# 杏堂なつ
杏堂 なつ（あんどう なつ、1986年12月23日 - ）は、日本のAV女優。

## 略歴
2006年に榊れいなとしてアリスJAPANからAVデビューした。
同年12月に杏堂なつに改名し、『NEW ARRIVAL』で再デビューした。

## 人物
- 趣味：ショッピング

- 榊れいな時代のプロフィールは、1987年11月20日生まれ、福岡県出身。身長164cm。スリーサイズはB90（Eカップ）・W59・H88。血液型A型。趣味はドライブ。特技は料理。

## 作品
榊れいな名義
2006年
- ラブ キャンドル（12月28日、アリスJAPAN）

2007年
- クリイジリ（1月26日、アリスJAPAN）
- 背徳のお嬢様（2月23日、アリスJAPAN）
- ぶっかけお嬢様（3月23日、アリスJAPAN）
- 女尻（4月27日、アリスJAPAN）
- 初イカせ! 超極限絶頂!（5月25日、アリスJAPAN）
- 超カメラ目線主義!（6月15日、アリスJAPAN）

杏堂なつ名義
2008年
- NEW ARRIVAL（12月25日、美）

2009年
- 極上ボディFUCK!（1月25日、美）
- 美女の欲望ムキ出しFUCK!（2月25日、美）
- 美の共演 杏堂なつ×瀬名アスカ（3月25日、美）共演:瀬名アスカ
- やりすぎ女教師FUCK（4月25日、美）
- ぶっかけオフィス!ごっくんレディ!（5月13日、MOODYZ）
- 真性中出し（6月13日、MOODYZ）
- MANISH 06（6月20日、プレステージ）
- 東京25時 VOL.37（7月10日、プレステージ）
- S Model 01（8月27日、Super Model Media）
- MOODYZ2009年上半期BEST100タイトル8時間（9月1日、MOODYZ Best）
- セクシー系オナホールユニット holes #01 杏堂なつ&諸星セイラ（9月25日、SUPER DEVIL）共演:諸星セイラ
- ザ・ギャルナン 22（10月15日、グローリークエスト）…共演:青山さつき
- 萌えあがる募集若妻 淫らに狂い出す身売り若妻 129 なつさん（11月20日、プレステージ）
- 現役OLの裏バイト 25（12月18日、S級素人）
- 素人若妻ナンパ中出し EVOLUTION 4時間 7（12月18日、KMP）
- 押し売りおまんこ！セールス痴女レディー（12月19日、CROSS）

2010年
- 現役キャバ嬢がドレスを脱いだとき…2（1月22日、宇宙企画）
- 美 FIRST ANNIVERSARY THE VERY BEST OF 美女 PERFECT COLLECTION（1月25日、美）
- OLのアフター7シリーズ 13 会社帰りに路上スカウトされ朝まで弄ばれまくる癒し系OL 【不動産開発会社秘書課勤務2年目】（4月9日、アップス）
- 若妻不倫温泉 9（4月16日、S級素人）
- メガザーメン一発大量顔射 4（6月25日、レアル・ワークス）他出演:茉莉花、藤崎クロエ、吉川ななこ、瀬奈涼、青空小夏、山口あずさ、和希セイラ、桜あい、野波美伽